# سیارک ۵۴۲۲
سیارک ۵۴۲۲ (به انگلیسی: 5422 Hodgkin، نامگذاری:1982YL1) پنج هزار و چهارصد و بیست و دومین سیارک کشف شده‌است که در ۲۳ دسامبر ۱۹۸۲ کشف شد.
قدر مطلق سیارک برابر ۱۲٫۳۰ است.